# فونتانلیچه
فونتانلیچه (به ایتالیایی: Fontanelice) یک کومونه در ایتالیا است که در استان بولونیا واقع شده‌است.

## خصوصیات
فونتانلیچه ۳۶٫۶ کیلومترمربع مساحت و ۱٬۹۸۴ نفر جمعیت دارد و ۱۶۵ متر بالاتر از سطح دریا واقع شده‌است.